# 1420 Radcliffe
1420 Radcliffe è un asteroide della fascia principale. Scoperto nel 1931, presenta un'orbita caratterizzata da un semiasse maggiore pari a 2,7477414 UA e da un'eccentricità di 0,0786996, inclinata di 3,49087° rispetto all'eclittica.
È stato così intitolato in onore del Radcliffe College, un collegio femminile associato all'università di Harvard.